# Oreavu, Buzău
Satul se numeste acum Oreavul pentru a nu mai fi confundat  cu Oreavu de Vrancea .
Oreavu (în trecut, Dărâmați) este un sat în comuna Valea Râmnicului din județul Buzău, Muntenia, România. Se află în partea de nord-est a județului, imediat la sud de orașul Râmnicu Sărat.
Satul purta la sfârșitul secolului al XIX-lea numele de Dărâmați, deoarece s-a format prin stabilirea aici a unor locuitori din satul Fântâna Turcului, ale căror case au fost distruse de o alunecare de teren. La sfârșitul secolului al XIX-lea, avea 377 de locuitori și făcea parte din comuna Zgârciți. În 1968, deja cu numele de Oreavu, a fost transferat la comuna Valea Râmnicului.